# Torpet Klara

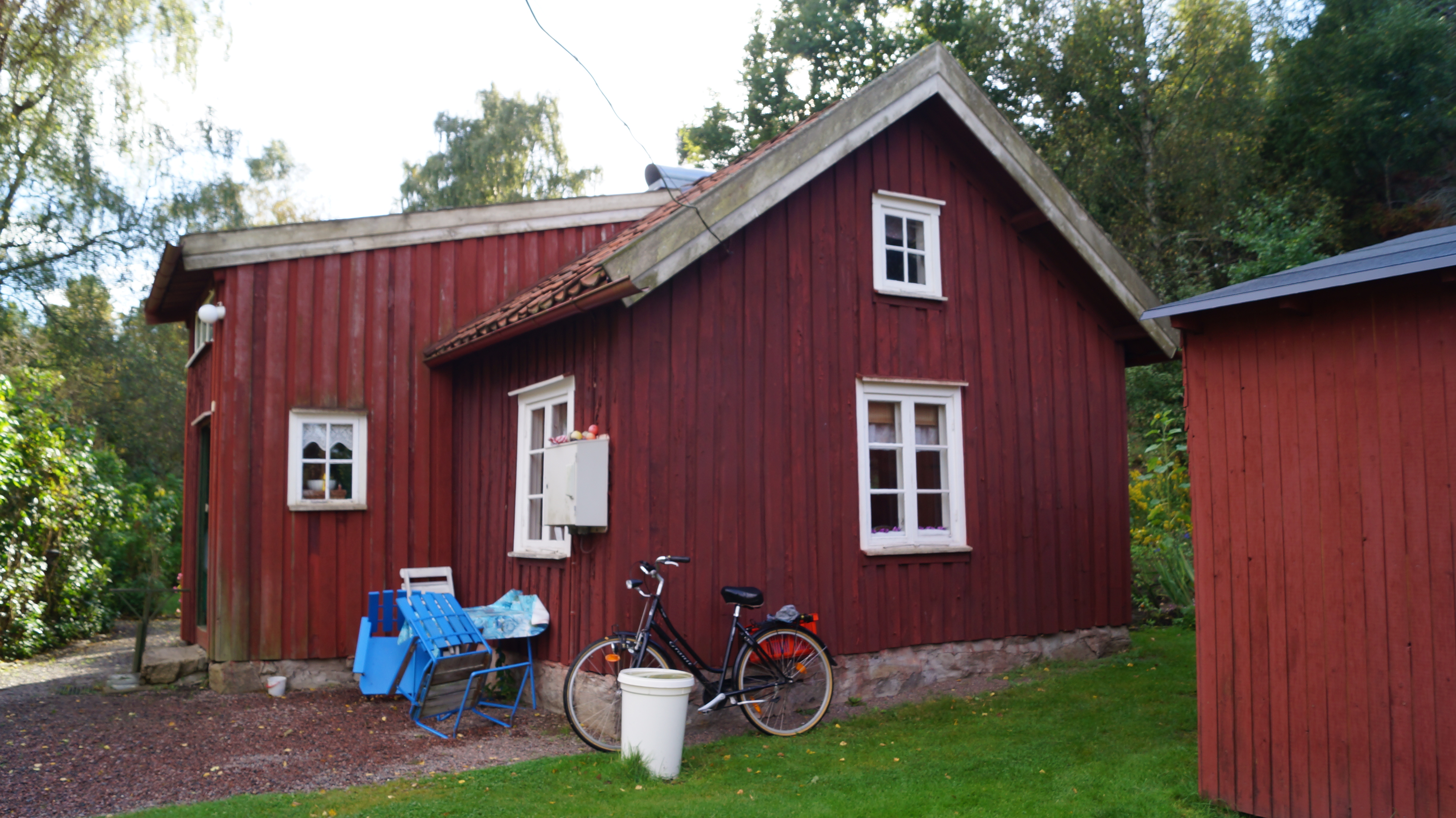
Torpstugan, Torpet Klara 3, Hisingen i Göteborg.

Torpet Klara är ett dagsverkstorp bestående av fem byggnader. Det är beläget på fastigheten Biskopsgården 108:1 i Göteborg. Torpet ägs av Göteborgs kommun och har adress Trättebäcksliden 31 i stadsdelen Tolered, Lundby. Under lång tid hade posten inte någon adress på torpet då det låg i slutet av en väg, som går genom ett modernt villaområde. 
Den 8 maj 2006 blev torpet byggnadsminne enligt Kulturmiljölagen.

## Initiativ till byggnadsminne

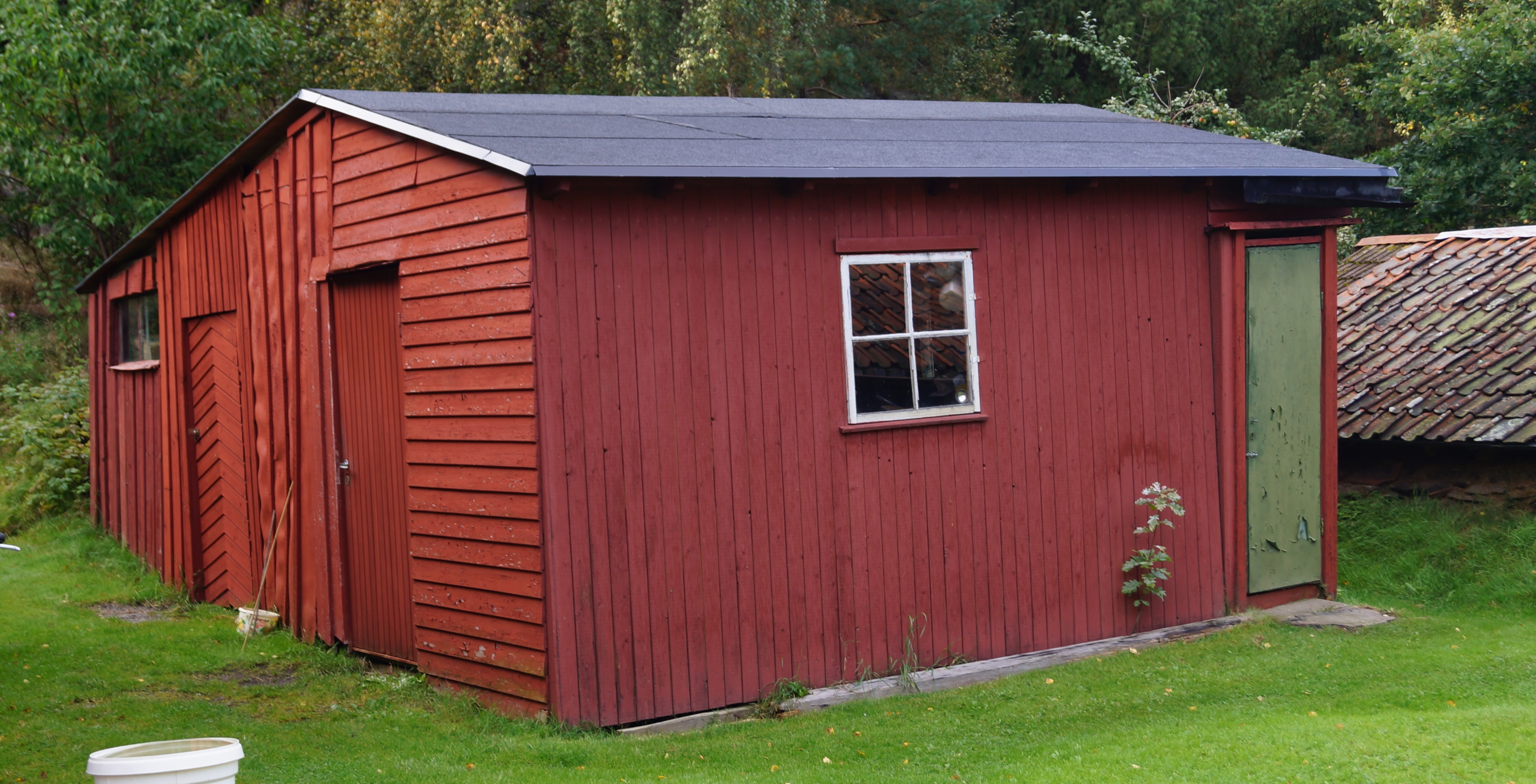
Förråd med utedass vid Torpet Klara 3.

Ann Jönsson (1938–2015) var ledamot i Park- och naturnämnden i Göteborgs kommun och hade förhoppningen att torpet skulle bli ett ”Biskopsgårdens museum”, ett öppet museum där alla månniskor i området skulle få tillgång till den unika miljön. När hon i början av 2000-talet lämnade in en ansökan om byggnadsminnesförklaring av Torpet Klara 3 till länsstyrelsen i Västra Götalands län yttrade hon:
| ”                                                      | Jag tycker att framtidens barn och ungdomar skall få se hur vanligt folk levde förr, inte bara adel och kungar. | „ |
| – Torpet i Biskopsgården - nu ett byggnadsminne (2006) | |   |

Göteborgs stadsbyggnadskontor upprättade en detaljplan för Trättebäcksliden med syfte att långsiktigt bevara torpet och ge planstöd åt en byggnadsminnesförklaring av det kulturhistoriskt värdefulla torpet.

## Beskrivning

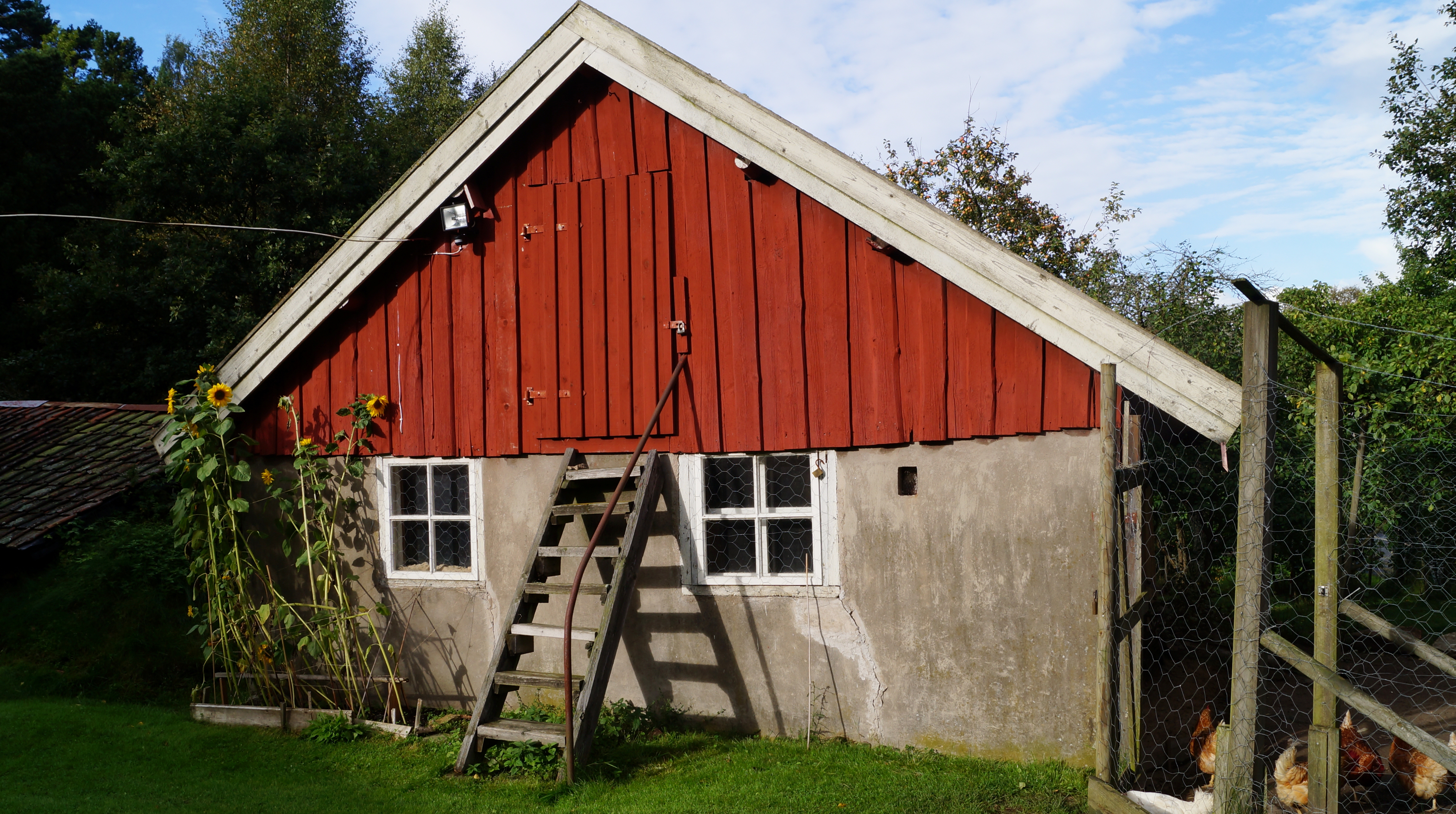
Hönshus vid Torpet Klara 3.

Torpet består av fem byggnader – torpstuga, hönshus, förråd, källare och lillstuga. Torpet ligger undangömt i Svartedalen mellan två berg vid Svartedalsskolan, Svartedalens äldrecentrum och villorna vid Trättebäcksliden.
Vid Göteborgs stads övertagande av fastigheten 1938 var torpet ett av tre torp vid Klare mosse, vilka brukades av Grimbo Nordgård i Tuve socken. Dessa låg dock på Gropegårdens utmark i Lundby socken. Torpmiljön anses vara en av Göteborgstraktens bäst bevarade. Den utgör ett mycket värdefullt exempel på torpens byggnadstradition under 1800-talet och det tidiga 1900-talet. Även enskilda byggnader är välbevarade och har karakteristiska interiörer.
Torpet flyttades till platsen på 1880-talet från trakten vid Kvillebäcken. Det utvecklades och byggdes ut under början av 1900-talet. En lada revs 1959. Dagsverken gjordes åt Grimbo Nordgård. Då Göteborgs stad köpte marken 1938 övergick arrendetorpet på 1,5 hektar till hyreskontrakt. Torpmiljön omfattar idag ett boningshus (torpstugan) med fyra uthus.
Torpmiljön omfattar även tidigare odlingsmark och en trädgård, som ligger i anslutning till boningshuset. Torpet har kallats för "Pettson och Findus" då här tidigare bodde en ensam man med sina hönor. Förskolor och skolor i närområdet brukade ta en promenad hit och det var någon som tyckte, att mannen såg ut som "Pettson" med sina hönor. Idag ägs torpet av Göteborgs kommun, men den sköts av ett par.

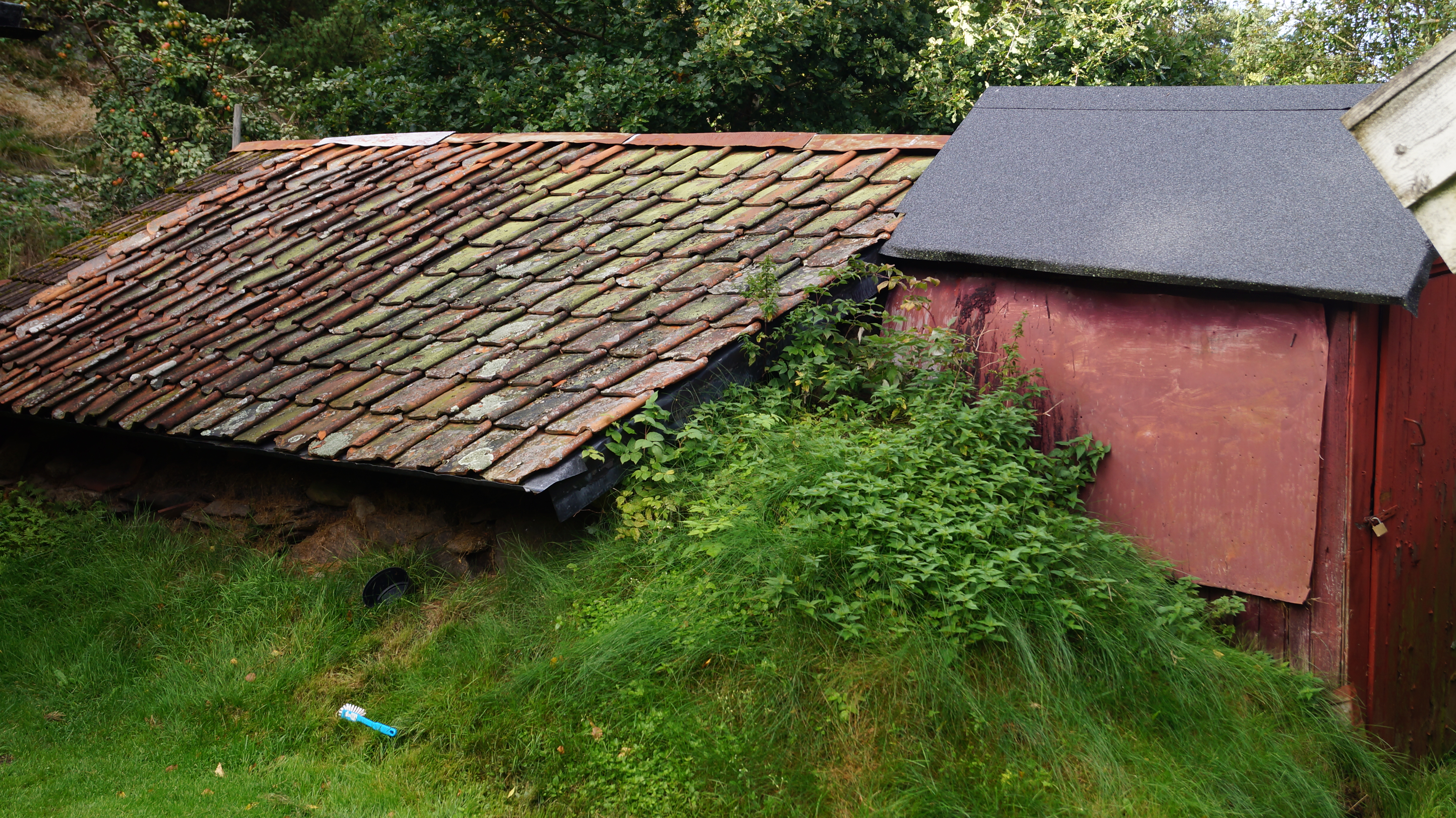
Jordkällaren vid Torpet Klara 3.

## Historik

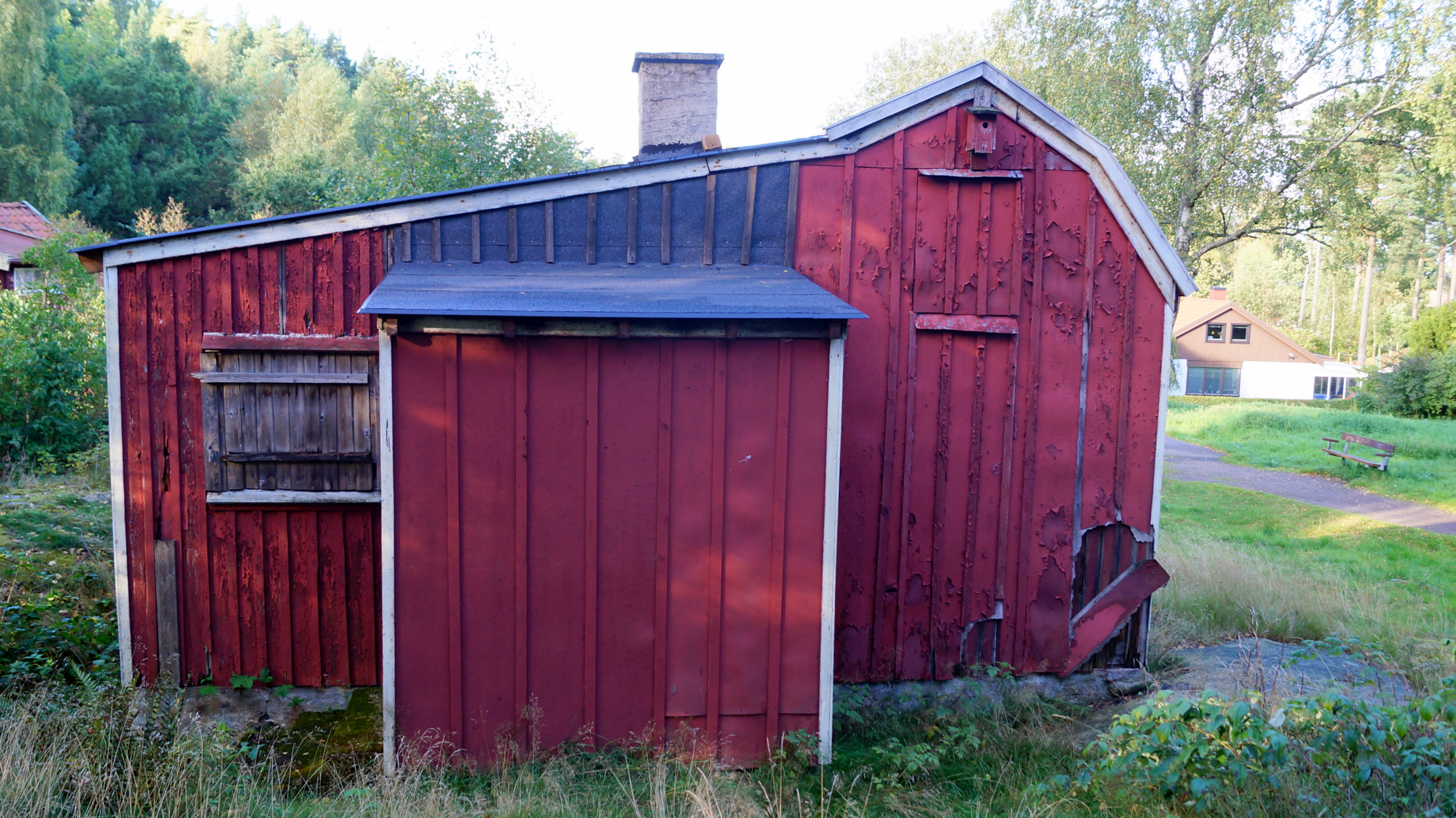
Lillstugan förstördes i en brand i januari 2025.

Stugan lär ha flyttats till platsen på 1880-talet från trakten vid Kvillebäcken, där industrialiseringen av Göteborg då hade börjat påverka bygden. Jordkällaren tyder på hög ålder medan hönshuset är en ombyggd rest av ladugården, som revs 1959. Övriga byggnader, liksom boningshusets förstuga, har successivt tillkommit sedan 1930-talet. Arne Nicklasson, som bodde här från fyra års ålder 1917 till 2001, använde brunnen fram till 1997 då stugan utrustades med kallvattenledning. På begäran installerades elektricitet i torpet 1990. I samband med byggnadsminnesförklaringen upprättades en ny detaljplan för området.
Den 10 januari 2025 brann lillstugan/drängstugan ner.